# 北盾行動
北盾行動是以色列在2018年12月4日展開的军事行动，目标為尋找并摧毁真主党所建造由黎巴嫩进入以色列北部的隧道。这次行动是伊朗－以色列衝突的其中一部分。国际社会普遍认为真主党是獲伊朗資助和撐腰的恐怖组织，因此是次軍事行動獲得歐盟等西方國家支持。
北盾行动中，以色列國防軍部署了作战工兵部队，包括雅哈隆特种部队（Yahalom）、重型機械和推土机。行动是在以色列军事情报局和以色列北方司令部的合作下进行。
北盾行动第一天，以色列国防军表示在Metula附近搗破了一条進入以色列的隧道，長度約為220米，其中的37米位處以色列境內。《华盛顿邮报》指該隧道可能被以色列监视了几年。
2018年12月6日，以軍表示發現第二條地道，起端於黎巴嫩鄰近以黎邊界的Ramyah村。
2018年12月11日，以軍表示找到第三條跨境地道的位置。
2018年12月16日，以軍表示找到第四條跨境地道的位置。
2018年12月25日，以軍表示在數日前找到第五條地道，並已炸毀。
2019年1月13日，以軍找到第六條地道。